# Оптичний стіл

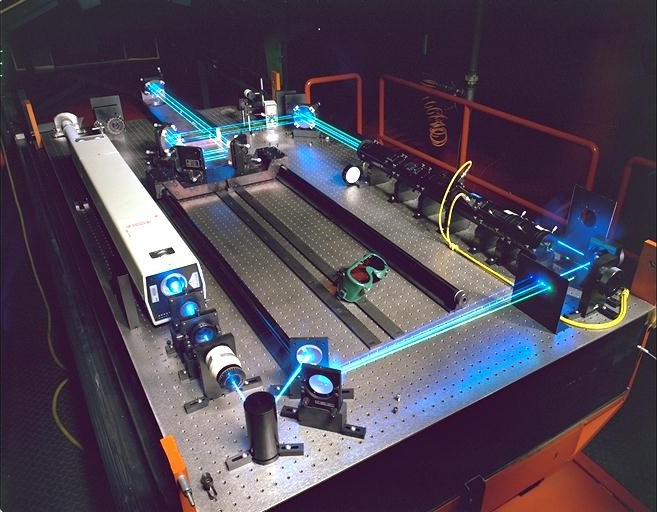
Лазер на оптичному столі

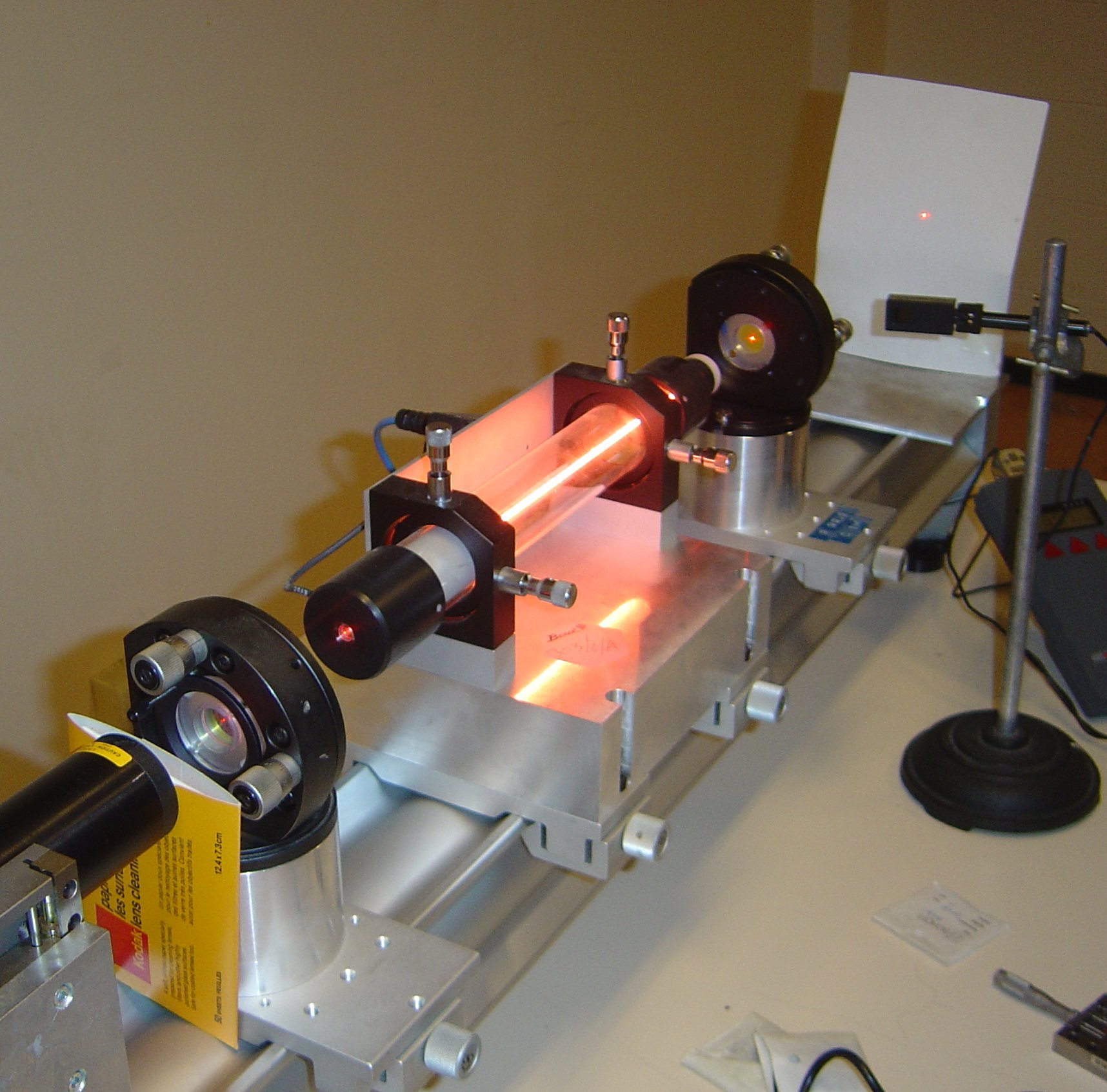
Оптичний стіл у вигляді рейки

Оптичний стіл — установка для проведення оптичних експериментів.
Оптичні експерименти вимагають дуже точного і стійкого до вібрацій юстування. Наприклад, оптичні осі лінз повинні бути строго вирівняні. Для забезпечення такого вирівнювання, яке зберігалося б при вібраціях або внаслідок прогинання зі зміною навантаження, оптичні системи монтуються на спеціальних жорстких столах, зроблених здебільшого зі сталі.
Оптичні столи виготовляють у вигляді масивних сталевих плит на ніжках, які часто захищені від вібрацій спеціальними прокладками або пневматичними поглиначами вібрацій. Для кріплення оптичних елементів на поверхні стола є решітка отворів із різьбою.
Найпростіші оптичні столи, наприклад, такі, що використовуються в шкільних експериментах, мають вигляд рейок (як правило з чавуну чи сталі), на які кріпляться оптичні елементи таким чином, щоб їх можна було пересувати, змінюючи віддаль між лінзами, екранами та іншими елементами оптичної системи, при цьому висота та поперечне положення їх залишається незмінним.